# Bruno Manuel Araújo Braga
Bruno Manuel Araújo Braga, noto semplicemente come Bruno Braga (Massarelos, 17 giugno 1983), è un ex calciatore portoghese, di ruolo centrocampista.

## Caratteristiche tecniche
È un trequartista.

## Carriera
Ha esordito in Primeira Liga il 24 agosto 2008 disputando con il Leixões l'incontro perso 3-1 contro il Nacional.

## Palmarès

### Club

#### Competizioni nazionali
- Terceira Divisão: 1

Leça: 2006-2007
- Coppa del Portogallo: 1

Desportivo Aves: 2017-2018